# Élio Galo (governador do Egito)
Élio Galo foi governador do Egito durante o reinado de Augusto. Famoso por uma expedição à Arábia, que foi um fracasso, não por ter sido derrotado militarmente, mas pela logística.
Élio Galo pertencia à ordem equestre. Ele foi o terceiro governador romano do Egito, sob Augusto, de quem ele era amigo e companheiro.
Em 24 a.C., Augusto enviou Galo e a guarnição romana do Egito contra a Arábia, com ordens de fazer a paz com eles se possível, ou de conquistar pela força se não fosse possível. Inicialmente, Galo construiu oitenta navios de guerra, porém, percebendo seu erro, pois não havia chance de uma batalha naval contra os árabes, construiu cento e trinta navios de carga. Ele invadiu a Arábia com dez mil tropas romanas e aliadas, incluindo quinhentos judeus (que haviam sido fornecidos por Herodes, o Grande para servir de guarda-costas de Augusto) e mil nabateus sob Sileu.
O rei dos nabateus era Obodes, que era um homem preguiçoso, e havia entregue o governo a Sileu, um homem jovem e ardiloso. Sileu prometeu a Galo que seria seu guia, e o ajudaria com provisões, porém agiu de forma traiçoeira: ele os liderou através de caminhos sinuosos e sem água, e levou-os a costas sem locais de ancoragem.
Depois de quinze dias, Galo chegou a Albo, um dos entrepostos de comércio dos nabateus. Ele havia perdido vários navios e homens, não por batalhas, mas pelas dificuldades do caminho. O exército de Galo foi afligido por doenças, como o escorbuto e scelotyrbe. Galo foi forçado a permanecer na vila todo o verão e o inverno, para recuperar suas tropas.
Em 23 a.C., Galo sai da vila de Albo e vai até onde ele conseguia ir com camelos carregando água. Depois de alguns dias ele chegou à terra governada por Areto, aliado de Obodes. Após trinta dias de viagem, em que ele consumiu toda a comida, ele chegou ao país dos nômades, que era principalmente um deserto. O lugar se chamava Ararena, e pertencia a Sabos, rei da Arábia Feliz.
Após cinquenta dias atravessando Ararena, os romanos chegaram a Agrans (ou Negrai), o rei Sabos fugiu dos romanos e a cidade foi tomada no primeiro assalto. No sexto dia depois, perto de um rio, os bárbaros batalharam os romanos. Morreram dez mil bárbaros e apenas dois romanos. Galo tomou a cidade de Asca, que também havia sido abandonada pelo rei. A próxima a cair foi Atrula, onde Galo colocou uma guarnição romana. Em seguida Galo chegou a Marsiaba, cidade dos ramanitas, cujo rei era Ilaraso. A cidade foi atacada e cercada por seis dias, porém por falta de água, ele abandonou a cidade.
De acordo com os cativos, ele estava há seis dias do local onde as especiarias cresciam, porem, pela traição dos guias, os romanos levaram seis meses para percorrer o caminho.
Quando Galo descobriu que estava sendo traído, ele levou nove dias para chegar a Negrana, onde houve outra batalha. No décimo-primeiro dia, ele chegou ao local chamado de Sete Poços, em seguida, passou pelas vilas de Chaala e Malota, até chegar a Hegra, que pertencia a Obodes. Nesta viagem de volta, ele levou sessenta dias, quando antes havia levado seis meses.
Galo retornou da vila de Hegra, no reino dos nabateus, e marchou através do porto de Muris, por Copto, chegando finalmente a Alexandria. Ele perdeu apenas sete homens na guerra, mas perdeu muito mais homens por fome, cansaço, doenças e as dificuldades do caminho.
Em 4 a.C., Sileu foi decapitado, em Roma, por ter traído Galo nesta expedição.